# رستم آشورماتوف
رستم آشورماتوف (انگلیسی: Rustam Ashurmatov؛ زادهٔ ۷ ژوئیهٔ ۱۹۹۶) بازیکن فوتبال اهل ازبکستان است که در پست مدافع میانی برای باشگاه فوتبال استقلال تهران بازی می‌کند.

## دوران حرفه‌ای

### باشگاهی
رستم آشورماتوف فوتبال خود را در آکادمی باشگاه بنیادکار آغاز کرد. او از سال ۲۰۱۵ تا ۲۰۱۸ برای تیم اصلی بنیادکار در لیگ برتر فوتبال ازبکستان بازی کرد و در این مدت ۹۱ بازی رسمی انجام داد و ۵ گل به ثمر رساند.
در ۷ فوریهٔ ۲۰۱۹، باشگاه بنیادکار اعلام کرد که آشورماتوف به تیم گوانگجو در کره جنوبی پیوسته‌است.
در ۱۹ ژانویهٔ ۲۰۲۱ آشورماتوف با تیم گانگوون کره جنوبی قرارداد امضا کرد.
باشگاه گانگوون در ۱۵ فوریهٔ ۲۰۲۲، اعلام کرد که همکاری‌اش با آشورماتوف پایان یافته‌است.
او در مجموع دوران حضورش در کره جنوبی، برای دو باشگاه گوانگجو و گانگوون در ۶۵ مسابقه به میدان رفت و ۳ گل به ثمر رساند.
در ۱۸ فوریهٔ ۲۰۲۲، آشورماتوف به تیم نوبهار ازبکستان پیوست.
او پس از فصل موفق با نوبهار در لیگ ازبکستان، در نوامبر ۲۰۲۲ با باشگاه  روبین کازان روسیه قراردادی ۳٫۵ ساله امضا کرد.
در ۹ ژوئیه ۲۰۲۵، آشورماتوف از روبین کازان جدا شد و با عقد قراردادی دو ساله، به عضویت تیم فوتبال استقلال تهران درآمد. 

### ملی
آشورماتوف برای اولین بار در سال ۲۰۱۷ به تیم ملی فوتبال ازبکستان دعوت شد. او همچنین در رده‌های پایه تیم ملی، در رقابت‌هایی چون جام جهانی فوتبال زیر ۱۷ سال ۲۰۱۳ و جام جهانی فوتبال زیر ۲۰ سال ۲۰۱۵ حضور داشت.
او در مسابقات قهرمانی زیر ۲۳ سال ۲۰۱۸ آسیا به همراه تیم ملی فوتبال زیر ۲۳ سال ازبکستان به مقام قهرمانی رسید و در دیدار نهایی نیز موفق به گلزنی شد.

## آمار باشگاهی
تا تاریخ ۱۸ تیر ۱۴۰۴
| باشگاه        | دسته          | فصل           | لیگ  | لیگ | جام حذفی | جام حذفی | آسیا | آسیا | سوپر جام | سوپر جام | مجموع | مجموع |
| باشگاه        | دسته          | فصل           | بازی | گل  | بازی     | گل       | بازی | گل   | بازی     | گل       | بازی  | گل    |
| ------------- | ------------- | ------------- | ---- | --- | -------- | -------- | ---- | ---- | -------- | -------- | ----- | ----- |
| استقلال       | لیگ برتر      | ۰۵–۱۴۰۴       | ۰    | ۰   | ۰        | ۰        | ۰    | ۰    | ۰        | ۰        | ۰     | ۰     |
| مجموع استقلال | مجموع استقلال | مجموع استقلال | ۰    | ۰   | ۰        | ۰        | ۰    | ۰    | ۰        | ۰        | ۰     | ۰     |
| مجموع آمار    | مجموع آمار    | مجموع آمار    | ۰    | ۰   | ۰        | ۰        | ۰    | ۰    | ۰        | ۰        | ۰     | ۰     |

## آمار ملی
تا تاریخ تا ۵ ژوئن ۲۰۲۵
| ازبکستان | ازبکستان | ازبکستان | ازبکستان |
| سال      | بازی     | گل       | پاس گل   |
| -------- | -------- | -------- | -------- |
| ۲۰۱۷     | ۲        | ۰        | ۰        |
| ۲۰۱۸     | ۳        | ۰        | ۰        |
| ۲۰۱۹     | ۵        | ۰        | ۰        |
| ۲۰۲۰     | ۲        | ۰        | ۰        |
| ۲۰۲۱     | ۳        | ۰        | ۰        |
| ۲۰۲۲     | ۷        | ۰        | ۰        |
| ۲۰۲۳     | ۷        | ۰        | ۰        |
| ۲۰۲۴     | ۱۱       | ۱        | ۰        |
| ۲۰۲۵     | ۳        | ۰        | ۰        |
| مجموع    | ۴۳       | ۱        | ۰        |

### گل های ملی
| شماره | تاریخ        | میزبان  | بازی ملی | حریف    | نتیجه | رقابت                  |
| ----- | ------------ | ------- | -------- | ------- | ----- | ---------------------- |
| ۱     | ۲۱ مارس ۲۰۲۴ | هنگ کنگ | ۳۴       | هنگ کنگ | ۲–۰   | مقدماتی جام جهانی ۲۰۲۶ |

## افتخارات

### روبین کازان
- قهرمانی لیگ دسته اول فوتبال روسیه: ۲۰۲۲-۲۳

### گوانگجو
- قهرمانی کی‌لیگ چلنج: ۲۰۱۹

### زیر ۲۳ سال ازبکستان
- قهرمانی مسابقات فوتبال زیر ۲۳ سال آسیا: ۲۰۱۸